# Biesboschpad
Het Biesboschpad (SP 18) is een streekpad met een lengte van 169 km. De route heeft de vorm van een brede lus tussen Geertruidenberg en Strijen rondom het Nationaal Park De Biesbosch, met een lus rond het Eiland van Dordrecht. Tevens zijn drie "losse" wandelingen uitgezet, waarvan twee in de Biesbosch zelf. Het pad is in een gidsje beschreven en in beide richtingen met geel-rode tekens gemarkeerd. Het pad volgt in grote lijnen de contouren van het water zoals dat reikte na de Sint-Elisabethsvloed van 1421. (Aangezien dat water aanzienlijk verder kwam dan het gebied van de huidige Biesbosch, brengt dit met zich mee dat de route voor een aanzienlijk deel niet langs of door de huidige Biesbosch voert.)

## Route
De beschreven route start en eindigt in Geertruidenberg maar een wandeling kan uiteraard ook op andere punten worden aangevangen. Van Geertruidenberg gaat de route naar Hoge Zwaluwe en Lage Zwaluwe (met een station op enige afstand). Langs het Hollandsch Diep loopt de route naar Moerdijk. Tussen Moerdijk en Strijensas maakt de route gebruik van een veerdienst. (Via de Moerdijkbrug kan de wandelaar ook oversteken naar Dordrecht.) Van Strijensas gaat de route via Strijen, Maasdam en de Kiltunnel naar station Dordrecht. Via Kop van 't Land (met een veerdienst over de Nieuwe Merwede) wordt Werkendam bereikt. Hierna loopt de route via Hank en Dussen naar Drongelen, waar de Bergsche Maas wordt overgestoken. Via Waalwijk, Sprang-Capelle en Raamsdonk keert de route terug naar Geertruidenberg.
Variant rond Eiland van Dordrecht:
Tussen de Kiltunnel en Kop van 't Land is een zuidelijke variant gemarkeerd, die samen met de hoofdroute (via station Dordrecht) een rondwandeling vormt, die onder meer langs de Nieuwe Merwede loopt.
Rondwandelingen:
Tevens zijn drie rondwandelingen beschreven (zie de website van Wandelnet):
- Op de Jantjesplaat (16,9 km)
- In de Oeverlanden (28,3 km) (ook te bereiken vanuit Strijen)
- In de Oostwaard (20,8 km)

## Vervoer en overnachtingen
Per trein is de route slechts te bereiken via de stations van Dordrecht en Lage Zwaluwe. Busverbindingen bestaan met de meeste plaatsen aan de route. De wandelaar wordt aangeraden zich van tevoren te vergewissen van de frequentie, met name in het weekend. Dit geldt ook voor de door de route gebruikte veerdiensten. Overnachten is mogelijk in hotels en B&B's (in Dordrecht en elders) en op campings.

## Afbeeldingen

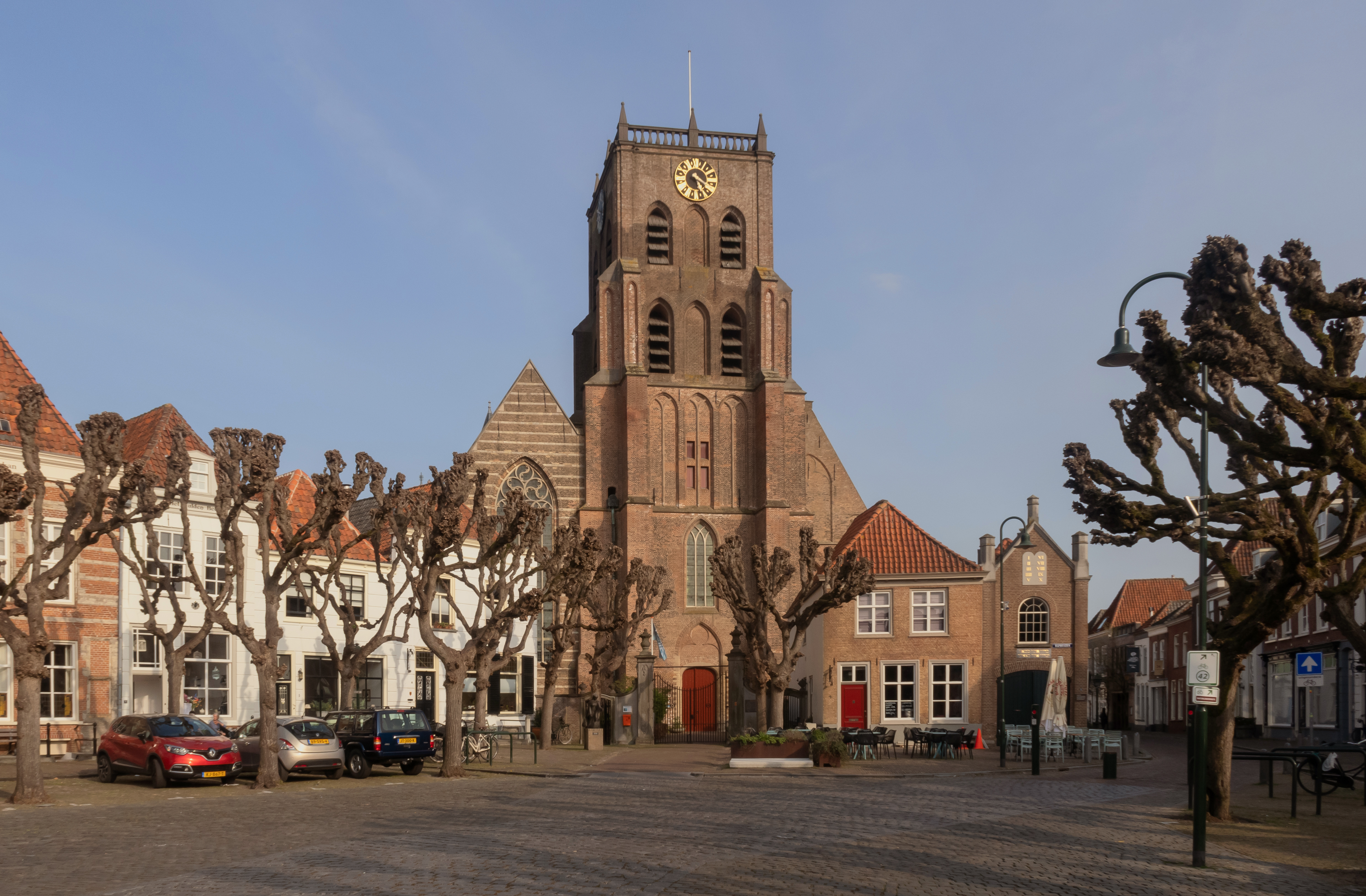
Geertruidskerk, Geertruidenberg
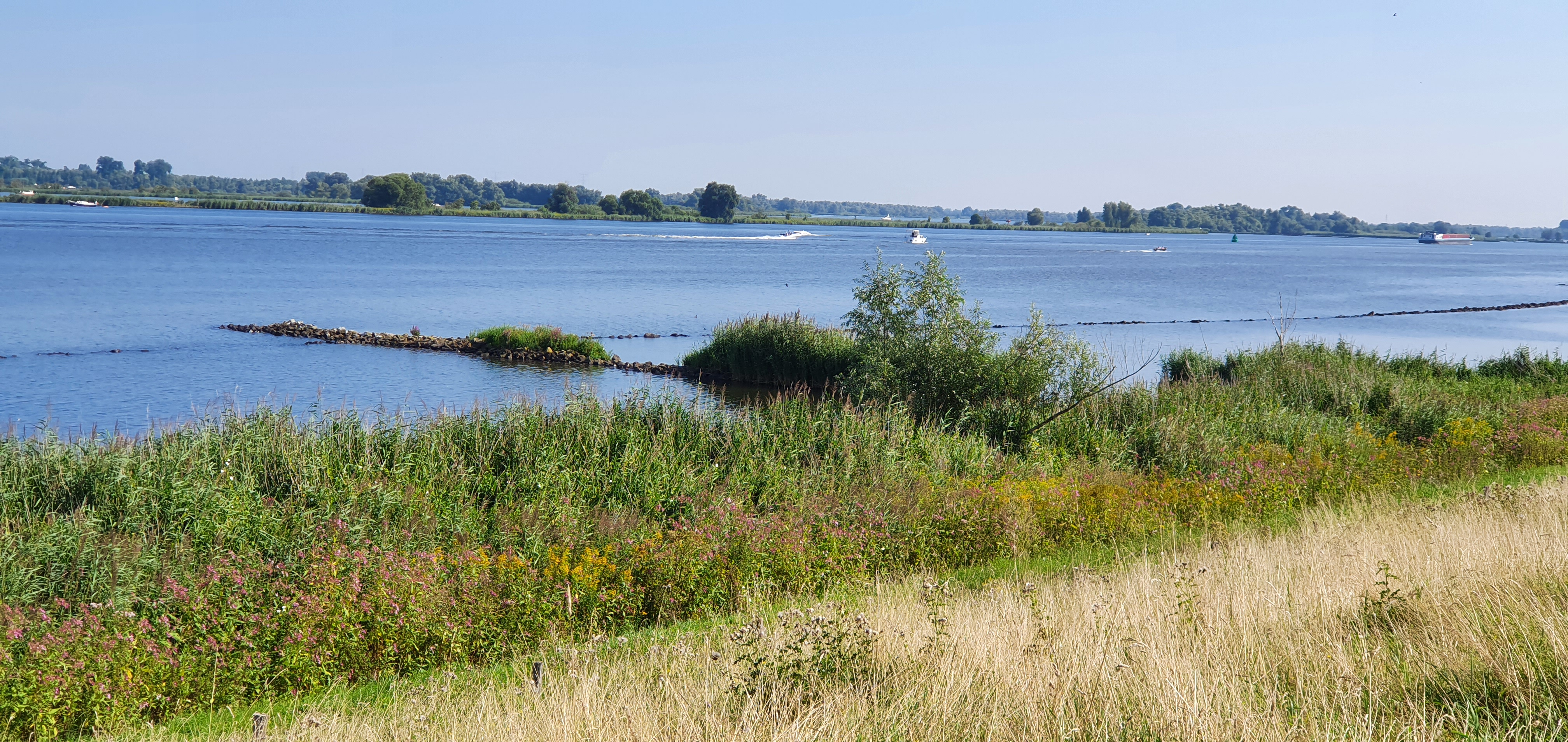
De Amer bij Lage Zwaluwe
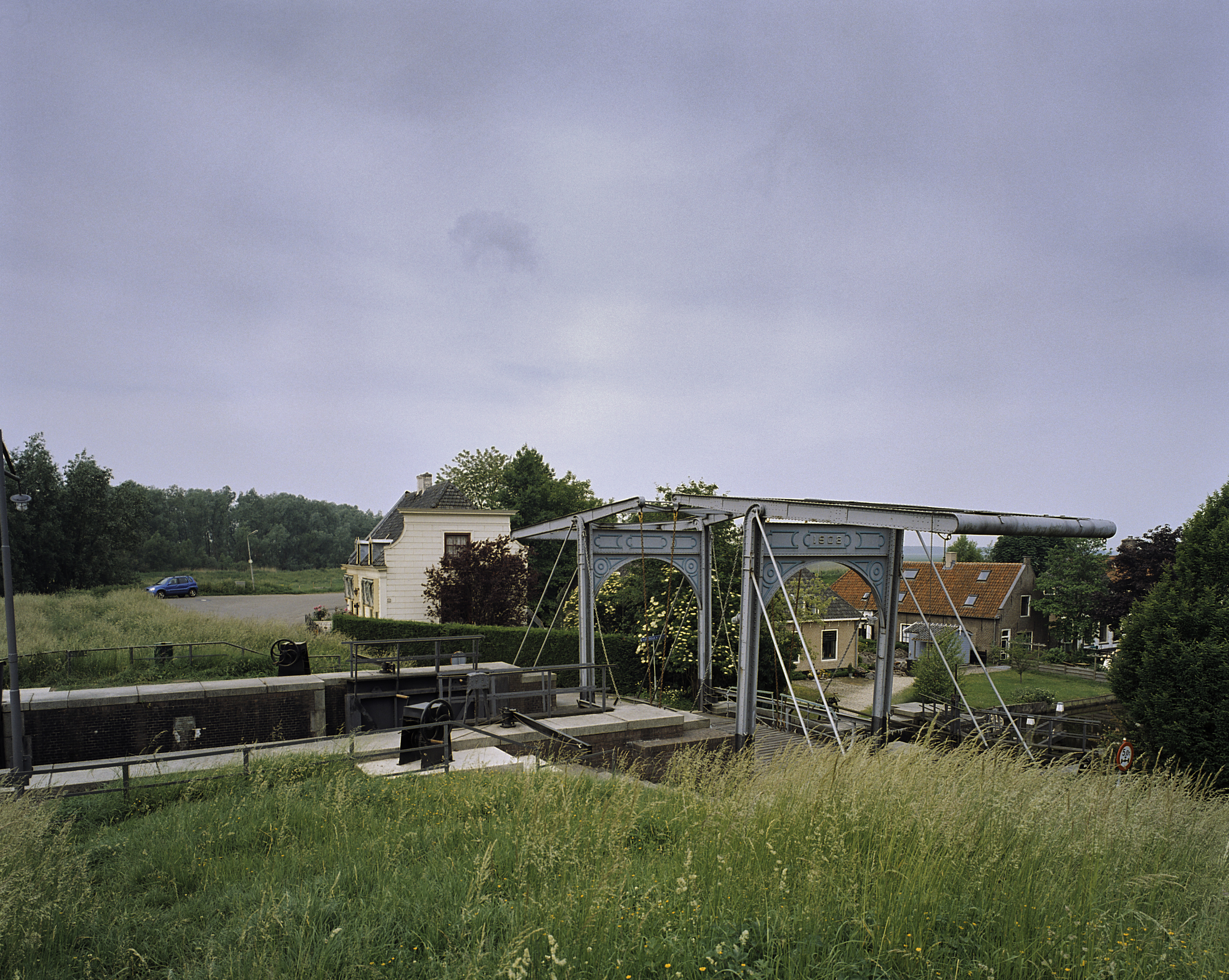
Strijensas
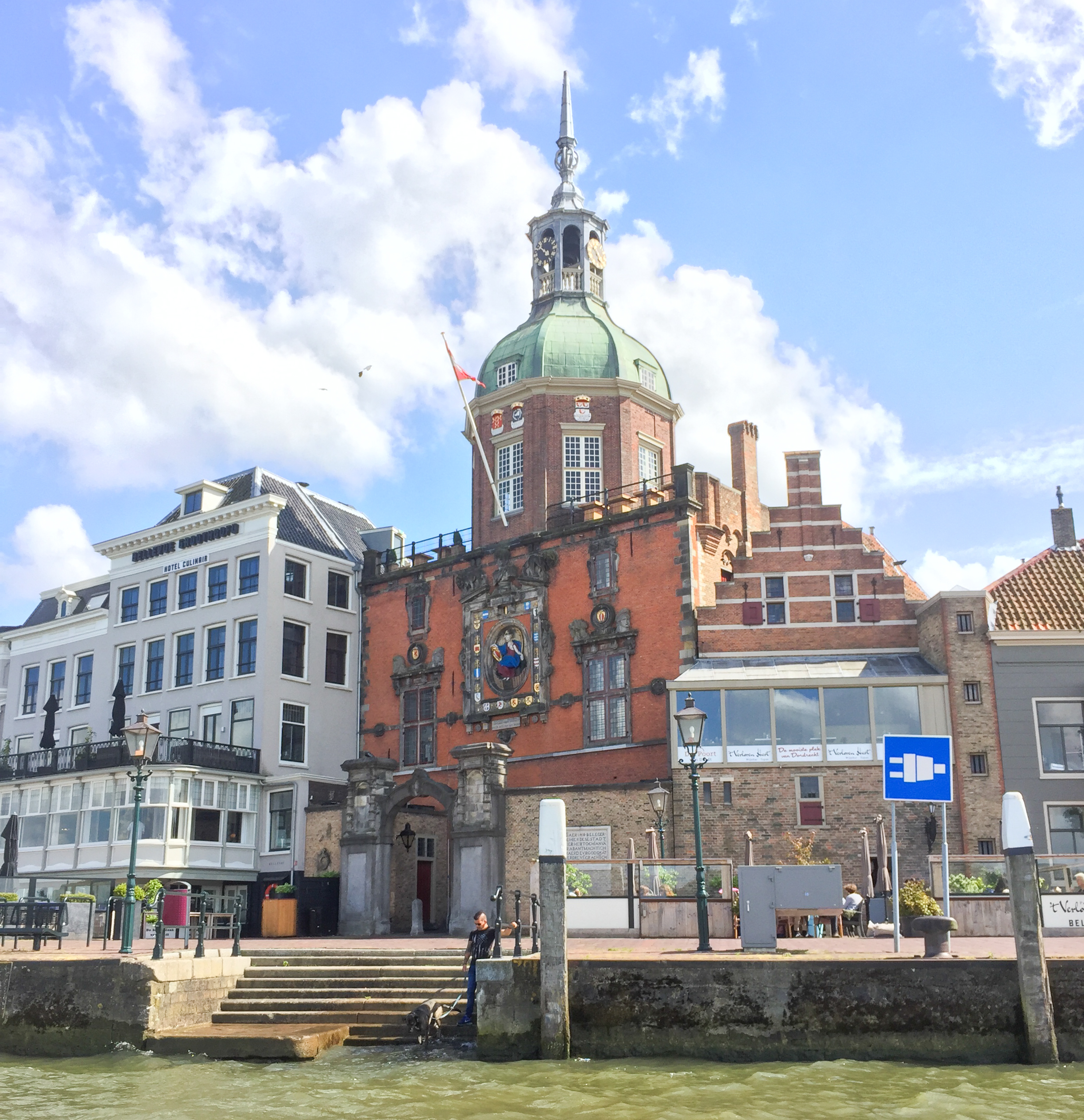
Groothoofdspoort, Dordrecht
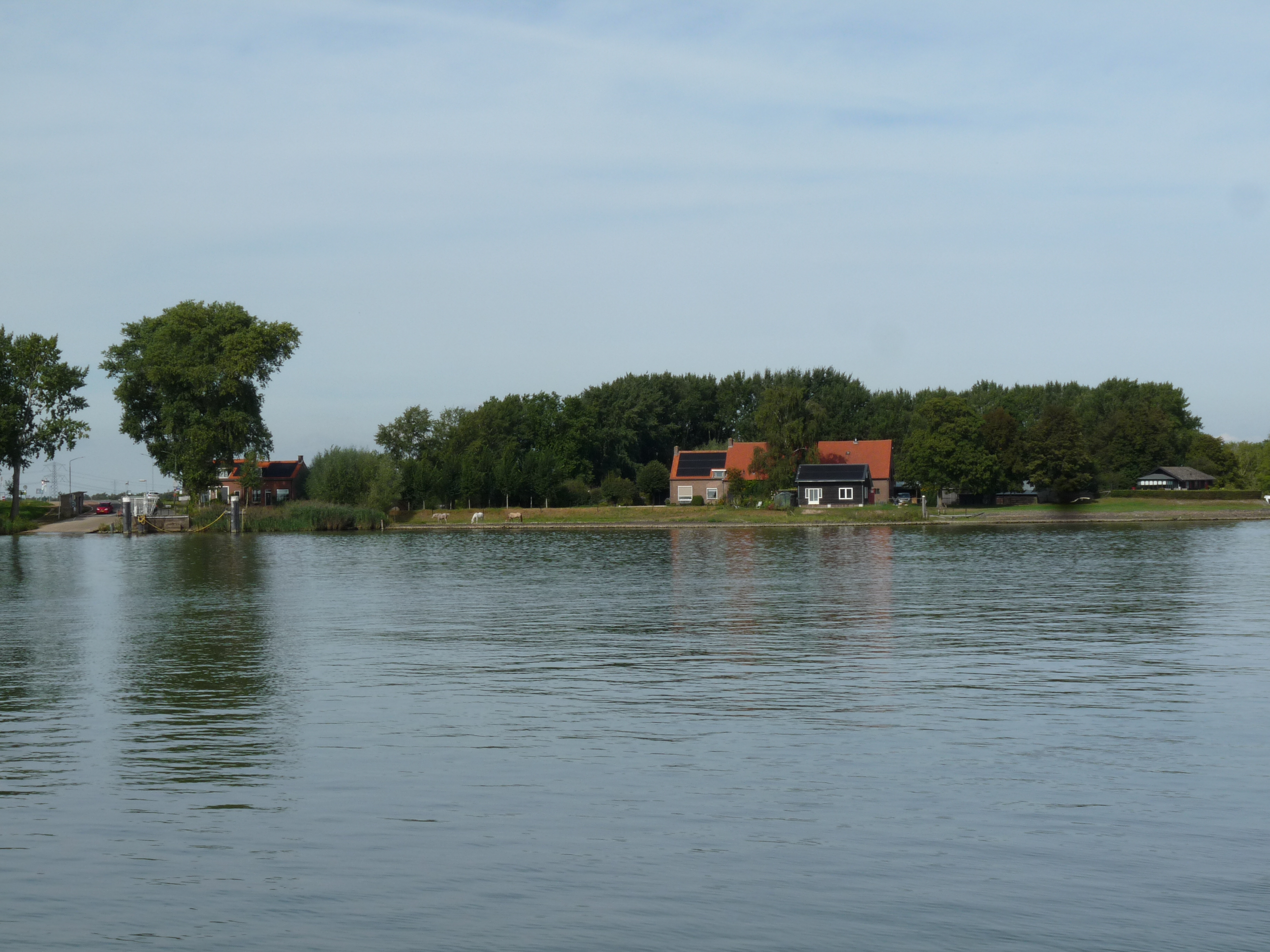
De veerstoep van Kop van 't Land
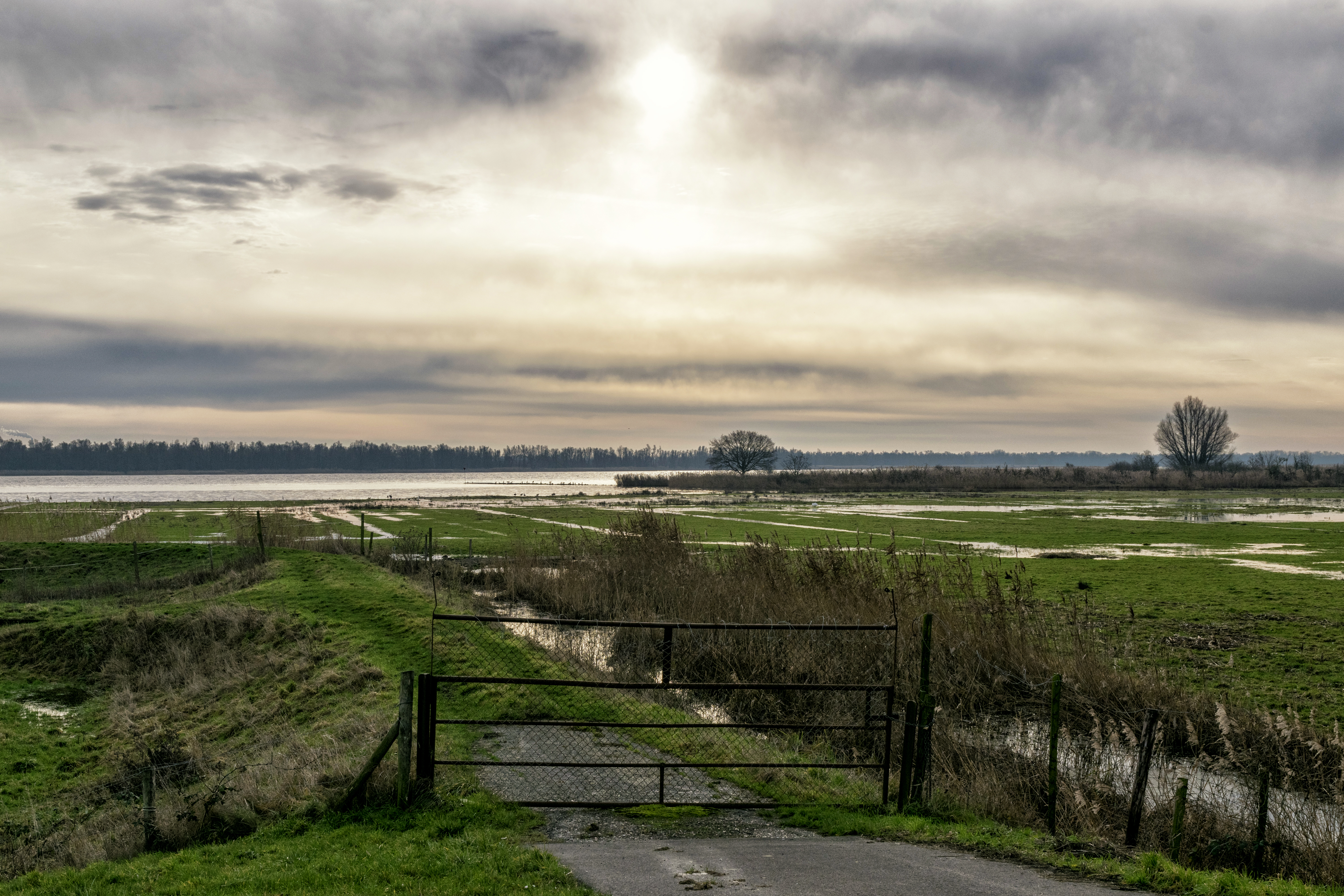
Gezicht op de Nieuwe Merwede en de Jantjesplaat (vanaf de variant rond het Eiland van Dordrecht)
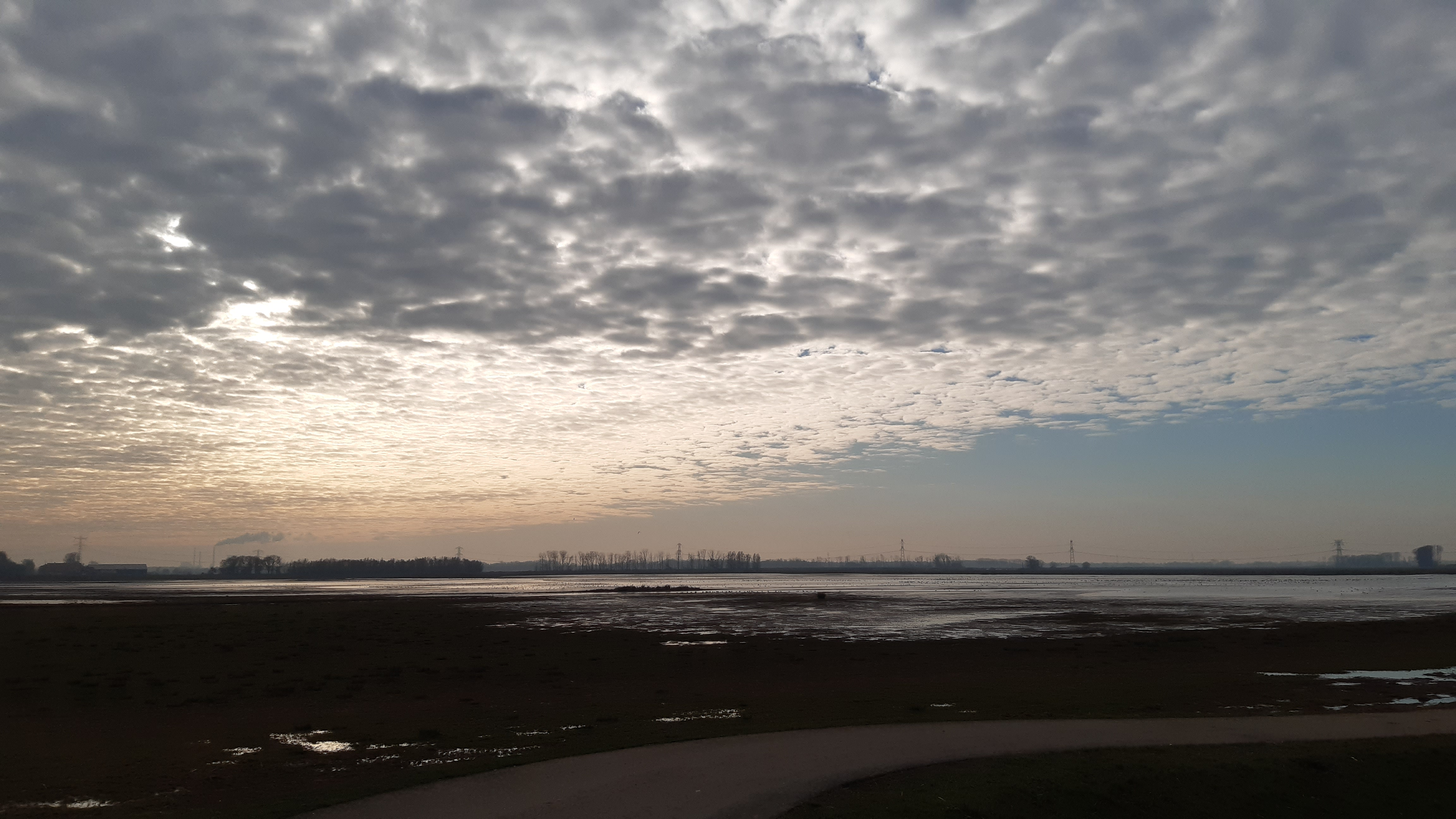
Bij Werkendam (het Waterliniepad en het Biesboschpad lopen hier even samen)